# Juicio de Sócrates

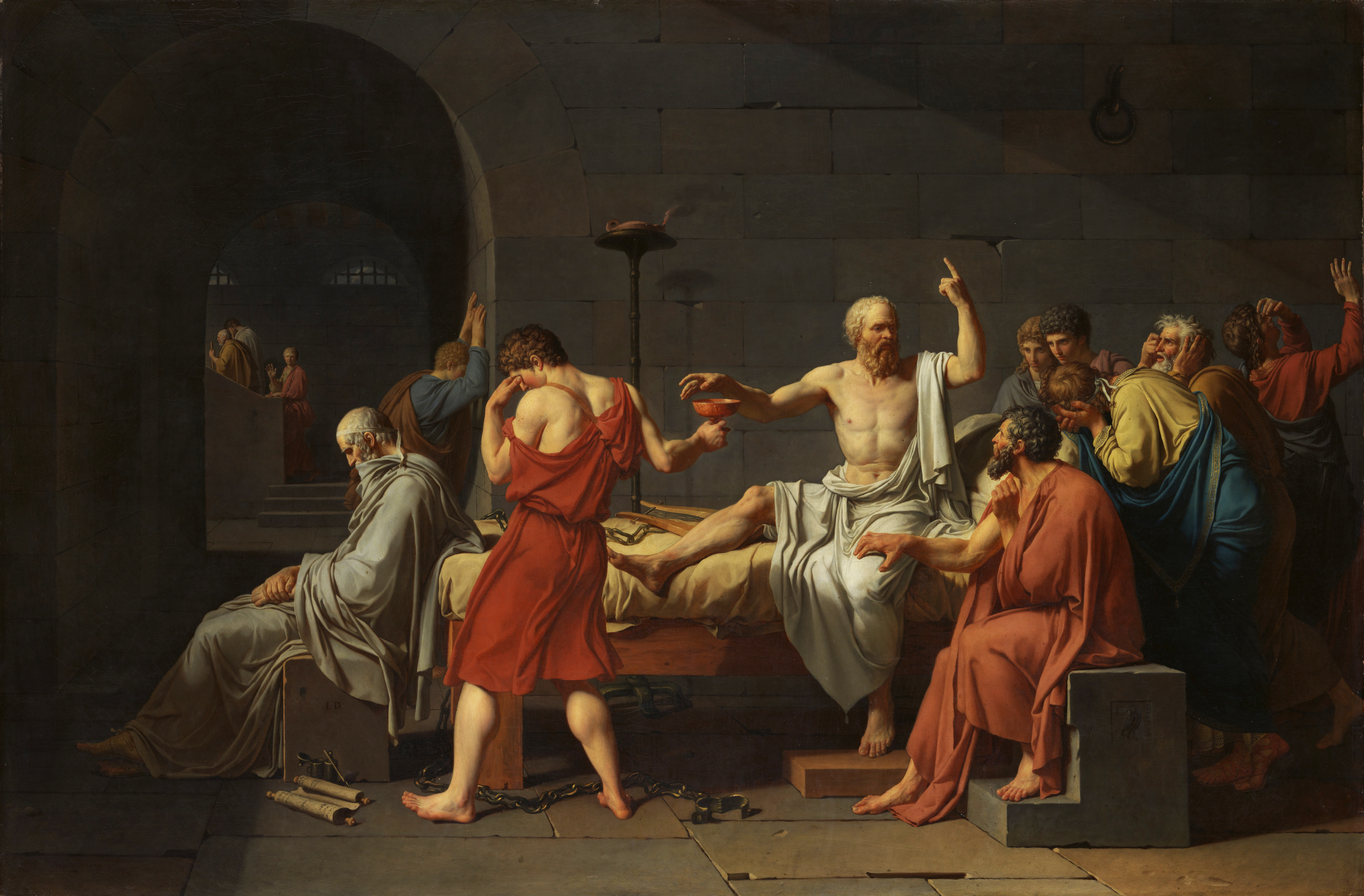
La muerte de Sócrates, por Jacques-Louis David (1787)

El juicio de Sócrates se refiere al juicio y posterior ejecución del filósofo ateniense Sócrates en 399 a. C. Sócrates fue enjuiciado y condenado por los tribunales del gobierno democrático de Atenas bajo las acusaciones de corromper a los jóvenes, falta de creencia en los dioses y tratar de introducir otros nuevos, aunque el cargo público (graphé) establecido oficialmente en su contra fue el de impiedad (asebéia).
Dos de los contemporáneos de Sócrates —Platón y Jenofonte— describieron el juicio, uno de los más famosos de la Antigüedad.

## El juicio

### Antecedentes del juicio
En el momento de su enjuiciamiento, hacía años que Sócrates era una figura conocida en Atenas. La comedia de Aristófanes Las nubes (Nephelai), presentada en 420 a. C., tenía a Sócrates como uno de los personajes principales, mostrándolo como un estafador pomposo y rimbombante.
Sócrates jamás escribió una línea (estaba en contra de ello[cita requerida]), pero su discípulo Platón elaboró muchos «diálogos socráticos», con su maestro como personaje central. Muchas de las personas más influyentes de la época se resintieron por el examen cruzado de Sócrates, ya que con sus preguntas refutaba las reputaciones de sabios y virtuosos. La molestia de la mayoría de la gente consideraba el elenchos le ganó a Sócrates el epíteto de «crítico de Atenas». 
El método socrático era imitado con frecuencia por los jóvenes atenienses, trastornando en gran medida el orden social y los valores morales ya establecidos. Incluso pese a que el mismo Sócrates luchó por Atenas y abogó a favor de la obediencia a las leyes, al mismo tiempo criticó la democracia, especialmente la práctica ateniense de elecciones de grupo, ridiculizando que en ningún otro oficio podía una persona ser elegida de esa forma. 
Esta crítica aumentó la suspicacia de los demócratas, en especial cuando sus allegados eran descubiertos como enemigos de la democracia. Alcibíades traicionó a Atenas en favor de Esparta (aunque el hecho fue seguramente una cuestión de necesidad más que ideológica), mientras Critias, su exdiscípulo, fue uno de los líderes de los Treinta Tiranos (la oligarquía pro espartana que gobernó Atenas durante algunos meses, tras su derrota en la guerra del Peloponeso), a pesar de que también hay registros de su enemistad.
Sumado a todo esto, Sócrates mantenía una visión particular en cuanto a la religión. Realizó varias referencias a su espíritu personal, o daimon, aunque afirmó explícitamente que nunca se le había impuesto, sino que le advertía sobre varios acontecimientos posibles. Muchos de sus contemporáneos sospechaban del daimon de Sócrates, considerándolo un rechazo a la religión del Estado. En general, se ve al daimon de Sócrates como algo similar a la intuición. Además, Sócrates decía que vivir las virtudes era más importante que el culto dado a los dioses.

### El proceso

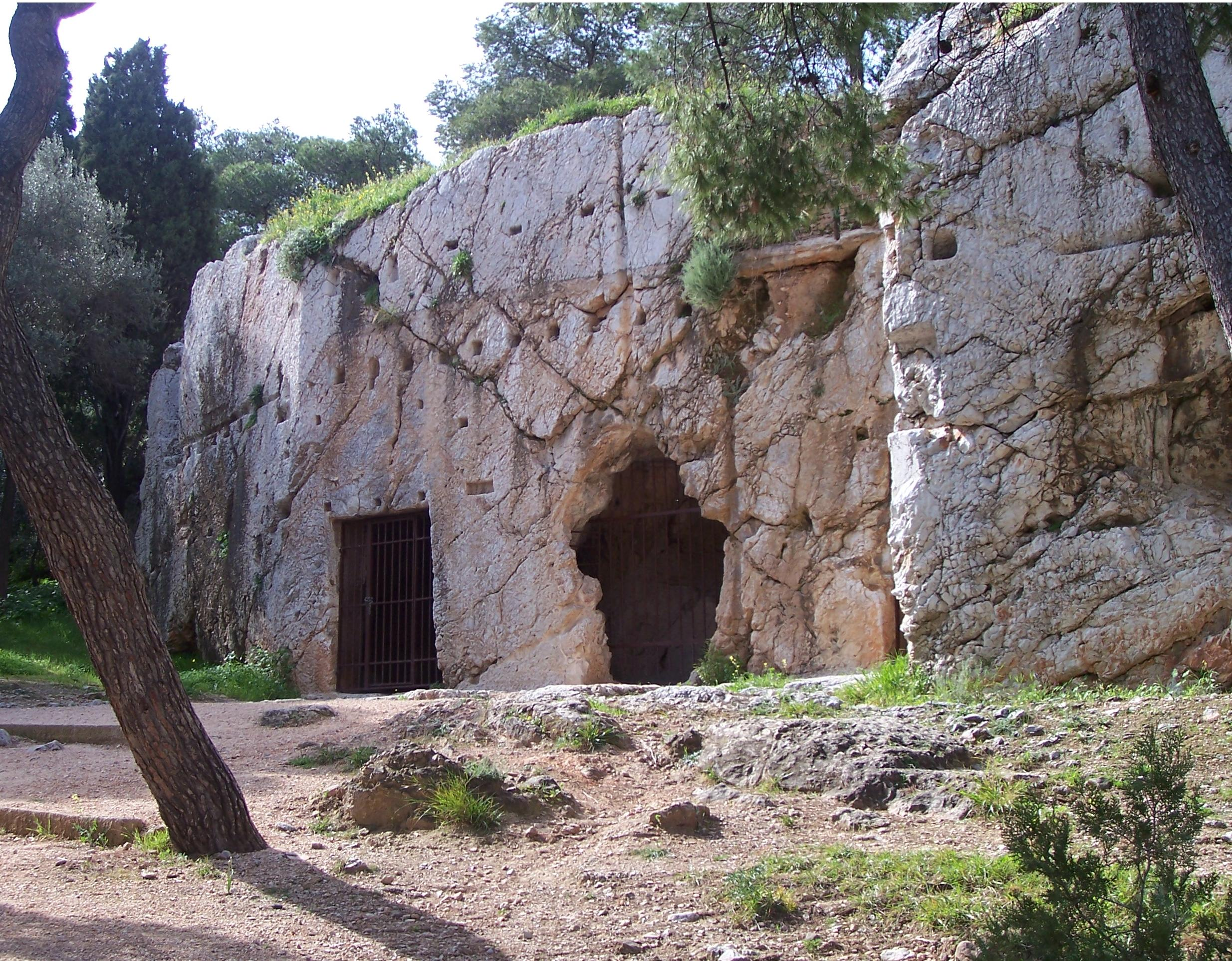
Supuesta prisión de Sócrates, ubicada en unas oquedades de la colina de Filopapos.

El primer elemento del juicio fue la acusación formal. Los tres hombres en presentar cargos contra Sócrates fueron:
- Ánito, hijo de un ateniense prominente, Antemión.
- Meleto, poeta, es el que presenta la denuncia ante el arconte.
- Licón, del cual poco se sabe; de acuerdo con Sócrates platónico, era representante de los oradores.

Luego de haber decidido que existía un caso ante el cual debía darse una respuesta, el arconte indicó a Sócrates que se presentara frente a un jurado de ciudadanos atenienses, para contestar a los cargos de corrupción de los jóvenes atenienses y asebeia (impiedad).
Los jueces fueron seleccionados por lotería de entre un grupo de ciudadanos voluntarios varones (la ciudadanía no incluía a mujeres, esclavos ni extranjeros residentes) pertenecientes a cada clase social. A diferencia de cualquier juicio llevado a cabo en muchas sociedades modernas, en mayoría los veredictos eran regla más que excepción (para una versión satírica de los jueces y tipos de personas que se podían encontrar en ellos, véase la comedia de Aristófanes Las avispas).
Sócrates se enfrentó a un jurado compuesto por 501 ciudadanos (el tamaño habitual de la Heliea para juicios públicos) y después de que él y su acusador hubieran presentado sus disertaciones, el jurado votó a favor de condenarlo por 280 contra 221.
A continuación, Sócrates y el fiscal sugirieron varias sentencias alternativas. Tras expresar su sorpresa ante lo poco que fue necesario para declararlo culpable, Sócrates propuso en forma de broma una sentencia compuesta por comidas gratuitas en el Pritaneo (un honor que era reservado a los benefactores de la ciudad y los ganadores de los Juegos Olímpicos), luego se ofreció a pagar una multa de 100 dracmas o "1 mina de plata", lo cual equivalía a una quinta parte de sus posesiones y era prueba irrefutable de su pobreza. Por último, acordó pagar la suma de 3000 dracmas o "30 minas de plata" (la idea le había sido propuesta por Platón, Critón, Critóbulo y Apolodoro, quienes también le garantizaban su pago). Su acusador propuso la pena de muerte.
Los seguidores de Sócrates le recomendaron huir, lo cual era esperado (e incluso habría sido aceptado) por la ciudadanía; pero él se negó por principios. Por coherencia con su propia filosofía de obediencia hacia las leyes, llevó a cabo su propia ejecución bebiendo la cicuta con la cual lo habían provisto. Así, se convirtió en uno de los primeros de los escasos «mártires» intelectuales. Sócrates murió a la edad de 70 años.

## El juicio de Sócrates descrito por sus contemporáneos
En la primera tetralogía de diálogos de Platón (Eutifrón, Apología, Critón y Fedón), el discípulo de Sócrates centra su trama en el juicio y ejecución de su maestro. Jenofonte también escribió una Apología de Sócrates.

## Interpretaciones del juicio

### Interpretación en el mundo antiguo
Los antiguos atenienses no le dieron al juicio de Sócrates el carácter icónico que posee hoy en día. Atenas acababa de atravesar un período complicado, donde un grupo pro espartano designado como los Treinta Tiranos había derogado la democracia en su búsqueda por imponer un gobierno oligárquico. El pueblo no veía como coincidencia el hecho de que Critias, el líder de los Tiranos, hubiera sido uno de los discípulos de Sócrates. Sus amigos procuraron disculparse, pero la visión de Atenas seguramente haya sido la expresada por el orador Esquines algunos años después, cuando, durante una disertación, escribió: 

¿Acaso no condenaron a muerte a Sócrates el sofista, compañeros ciudadanos, porque se demostró que había educado a Critias, uno de los Treinta que derribaron la democracia?

### Interpretación en el mundo moderno
La muerte de Sócrates, tal como fuera presentada por Platón, ha inspirado a escritores, artistas y filósofos del mundo moderno, en formas muy variadas. Para algunos, la ejecución de quien Platón llamó «el más sabio y justo de todos los hombres» ha demostrado la falta de fiabilidad en un gobierno democrático. Para otros, especialmente I. F. Stone en su libro El juicio de Sócrates, la acción de los atenienses era una defensa justificable de su democracia, la cual había sido restablecida recientemente.
En general, Sócrates es visto como una figura paternal, sabia y benévola, martirizada a causa de sus creencias intelectuales. Así fue exactamente como lo presentaron Platón y Jenofonte, por lo cual no es sorprendente que el mito de Sócrates y su ejecución haya tomado existencia propia, alejada del hombre histórico cuya verdadera visión política posiblemente no lleguemos a conocer jamás.